# Hyllus diardi
Hyllus diardi är en spindelart som först beskrevs av Charles Athanase Walckenaer 1837.  Hyllus diardi ingår i släktet Hyllus och familjen hoppspindlar. Inga underarter finns listade i Catalogue of Life.